# Wucher Helicopter

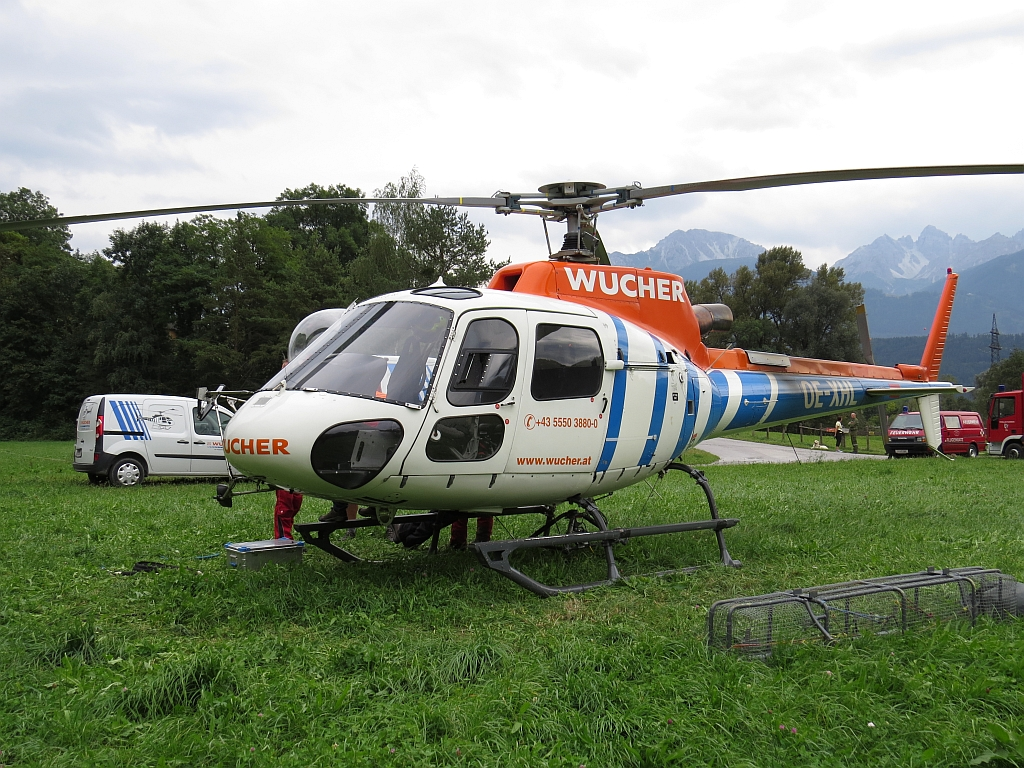
AS 350 B3 Écureuil der Firma Wucher

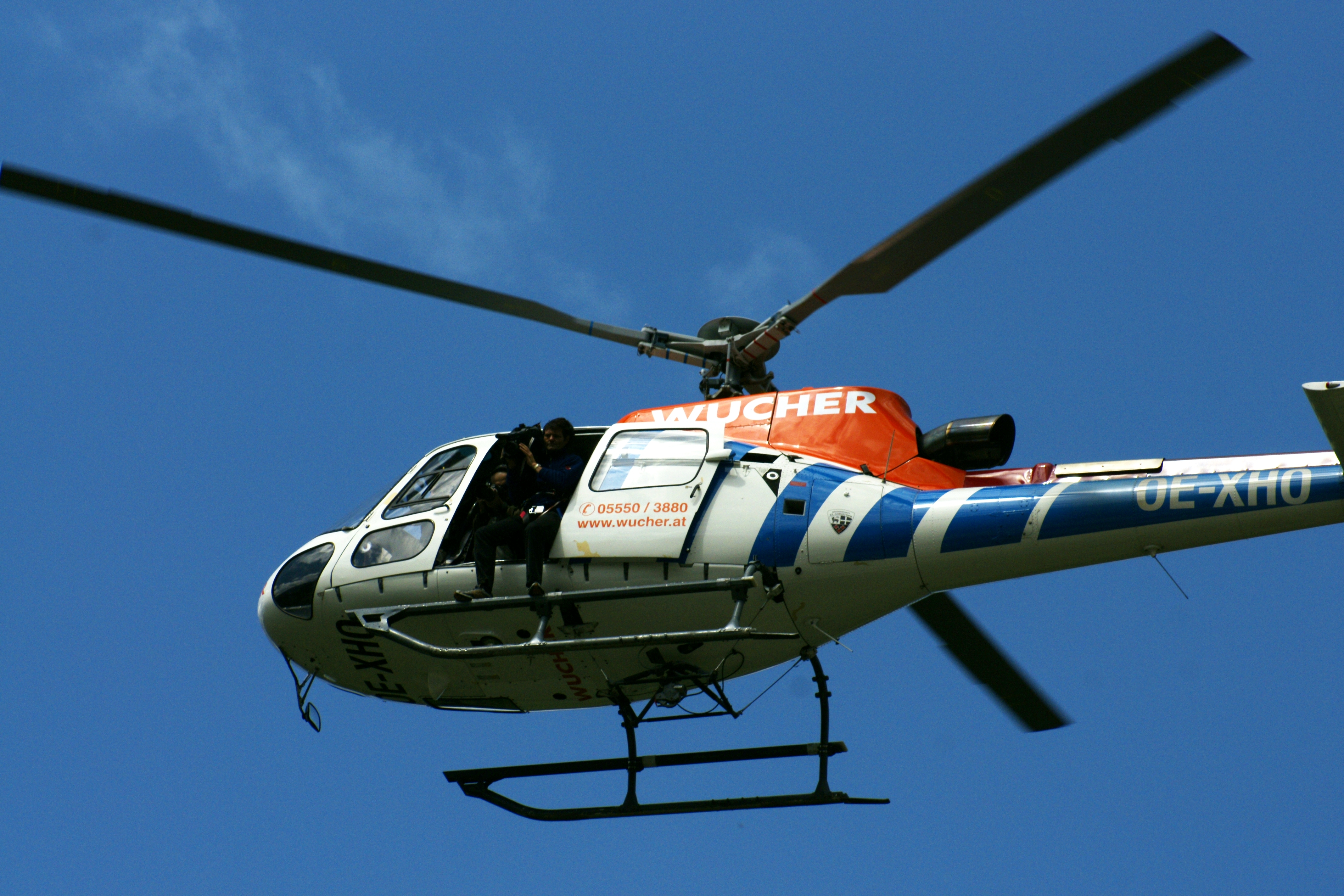
Einsatz eines Eurocopter AS 350 von Wucher im Rahmen von Filmaufnahmen

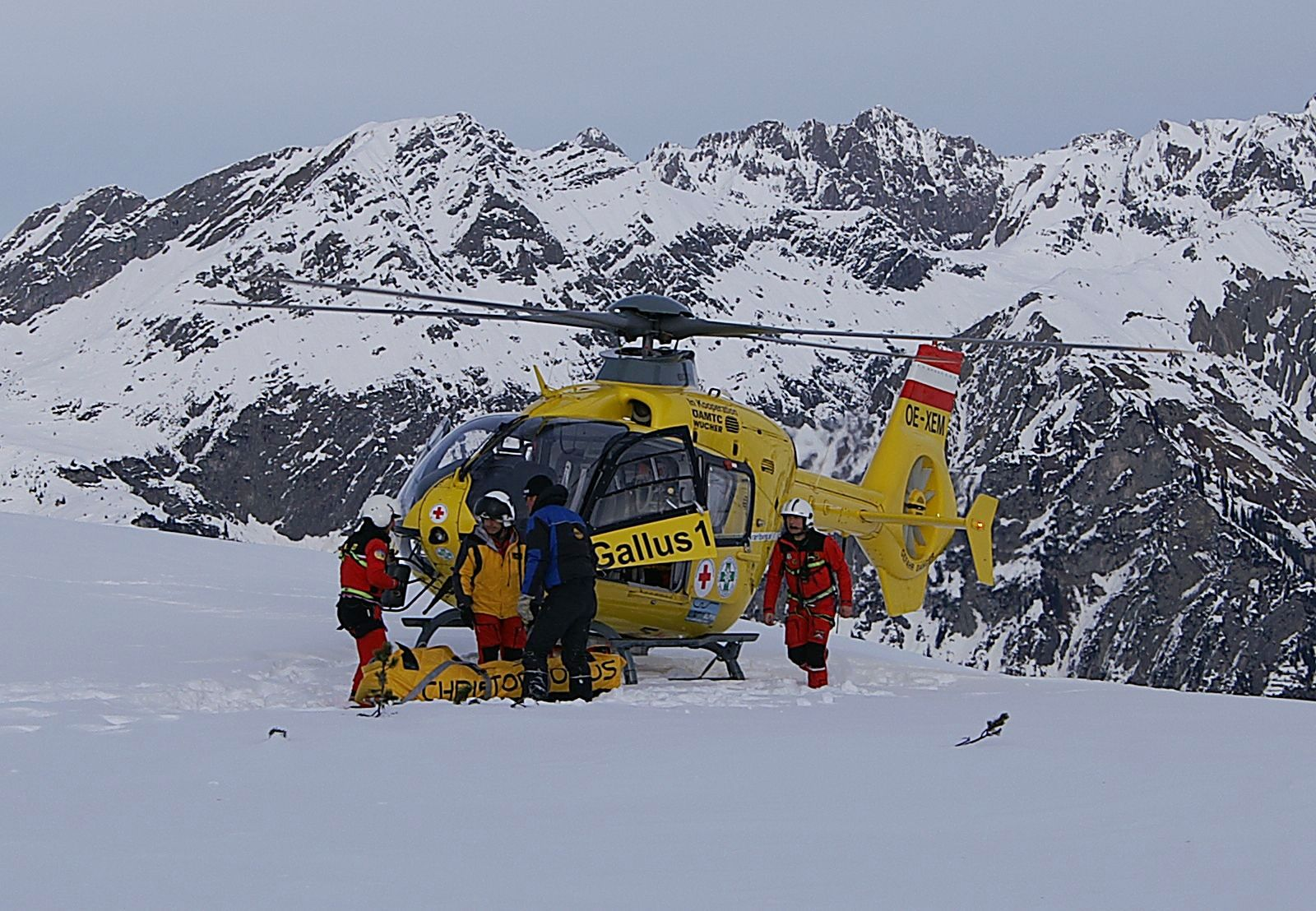
Notarzthubschrauber Gallus 1 von Wucher im Einsatz

Die Wucher Helicopter GmbH ist ein österreichischer Helikopterflugdienst. Sie ist der letzte noch bestehende Teil des Luftfahrtunternehmens Wucher mit Hauptsitz in Ludesch (Österreich). Alleiniger Gesellschafter ist die Firma Wucher & Huber GmbH.

## Tätigkeit
Wucher Helicopter stellt Hubschrauber zu verschiedenen Einsatzzwecken zur Verfügung. Neben 6 Rettungshubschraubern betreibt Wucher Helicopter unter anderem eine Flotte von Transporthubschraubern mit einer Nutzlast von bis zu 5.000 kg sowie eine Helikoptersäge. Zusätzlich werden Erlebnisflüge sowie Heliskiing am Arlberg und in Georgien angeboten. Mit fünf Standorten von Vorarlberg, der Bodenseeregion, bis nach Salzburg, deckt Wucher Helicopter nicht nur Westösterreich, sondern auch Süddeutschland, das Fürstentum Liechtenstein und einen Teil der Schweiz ab. Zudem wird das Unternehmen international für Katastropheneinsätze, zur Feuerbekämpfung sowie für Dünge- und Sprühflüge tätig.
Wucher Helicopter kaufte im Jahr 2010 das Unternehmen Helimatic Sägesysteme GmbH mit Sitz in Köln, Helimatic ist der weltweit bekannte Hersteller von Helikoptersägen. Seit der Übernahme hat die Helimatic GmbH als ein Unternehmen der Wucher Helicopter Gruppe ihren Sitz in Lindau.
Seit vielen Jahren betreibt Wucher auch den Notarzthubschrauber Gallus 1 am Stützpunkt Zürs ICAO-Code LOJW (Vorarlberg). Piloten und Hubschrauber stellt Wucher, die Vorarlberger Bergrettung stellt den Flugarzt und den Flugretter. Die Einsätze werden durch die Rettungs- und Feuerwehrleitstelle in Feldkirch koordiniert.
Seit der Saison 2012/13 betreibt Wucher Helicopter im 1300 Quadratkilometer großen Skigebiet Großer Kaukasus in Georgien Heli-Skiing. Pilot, Mechaniker, Skiguides und Hubschrauber, eine Ecureuil B3 stammen aus Österreich. Die Helibase liegt auf rund 2000 Meter Seehöhe.

## Hauptsitz
Heliport Ludesch, Bauzeitraum Phase 1: 2002–2003 und Phase 2: 2010–2011. Investitionsvolumen: 2,5 Millionen Euro. Einweihung war im Juni 2011.
- Bebaute Fläche: 1800 m²
- Umbauter Raum. 20.000 m³
- Warm-Hangar für Wartung: 600 m² oder 5 Hubschrauber
- Kalt-Hangar für Hangarierung: 600 m² oder 5 Hubschrauber
- Hubschrauber-Lackierbox
- Werkstätte (300 m²)
- Lager für Ersatzteile und Einsatzmaterial (300 m²)
- Büro- und Schulungsräumlichkeiten (1100 m²)
- Mitarbeiter Aufenthalts und -Umkleideräume

## Zulassung
Das Luftfahrtunternehmen Wucher Helicopter GmbH verfügt über ein Air Operator Certificate (Luftverkehrsbetreiberzeugnis) für ihre Hubschrauberflotte in Österreich, erteilt mit Betriebsgenehmigung AT.MG.A-304 (Stand: Juni 2013). Seit 2011 betreibt Wucher auch eine Flugschule für Berufspilotenausbildung. Schulungsmaschine ist ein Eurocopter AS 350 B3 „Ecureuil“. Der Instandhaltungsbetrieb der Wucher Helicopter GmbH, für eigene und fremde Hubschrauber ist nach der Europäischen Agentur für Flugsicherheit-Norm AT.145.055 zertifiziert.